# Инвазија САД на Панаму
Америчка инвазија на Панаму је назив за оружани сукоб између Панаме и САД, званичан назив који је коришћен у САД је „Операција Праведни циљ“ (енгл. Operation Just Cause).
Рат је започет нападом Америке на Панаму 20. децембра 1989. године, а завршио се 31. јануара 1990. године, победом Америке.

## Политички сукоби између Америке и Панаме пре инвазије
Током социјалистичке владе Сандистичког фронта националног ослобођења у Никарагви, САД су због повезаности Никарагве са другим комунистичким земљама пре свега Кубом и Совјетским Савезом, заузеле непријатељски став према овој земљи што је резултовало увођењем санкција против Никарагве 1. маја 1985. године, међутим велики део америчких производа је почео да пристиже у Никарагву преко Панаме.
У јулу 1987. године, Сједињене Америчке Државе су најавиле крај економске и војне помоћи Панами.
Почетком октобра 1987. године, Панамске одбрамбене снаге су привеле 10 америчких грађана (6 војника, 3 морнара и једног државног службеника), који су учествовали у антивладином протесту опозиције. Ослобођени су одмах након саслушања, a Сједињене Америчке Државе су осудиле ово хапшење.
Америка оптужује Мануела Норијега, тадашњег војног диктатора Панаме за трговину наркотицима и сарадњу са наркокартелима. У америчком извештају из децембра 1988. наведено је да је Норијега од 1983. године организовао шверц наркотика преко Панаме у Сједињене Америчке Државе.
Мануел Норијега је био сарадик Ције још од 1967. године, а на њеном платном списку се налазио све до фебруара 1988. године, када је прекунута сарадња.
У априлу 1989. године, Сједињене Америчке Државе су увеле економске санкције против Панаме.
Америка ускоро почиње са пропагандим ратом против Мануела Норијега, због чега су власти ухапсиле америчког држављанина који је уз подршку Ције из свог дома организовао ативладину радио станицу.
У октобру 1989. године Панамске одбрамбене снаге су сузбиле неуспели државни удар, који је био организован од стране Ције.
Мануел Норијега је 15. децембра 1989. године пред парламентом изјавио да се може сматрати да се Панама налази у ратном стању са Сједињеним Америчким Државама.
Сутрадан 16. децембра 1989. године, Панамска војна полиција је зауставила једног америчког официра у возилу, након тога официр је отворио ватру на полицију из неслужбеног оружја и притом ранио једног полицајца, амерички официр је убијен при покушају бекства.

## Инвазија
17, децембра 1989. године председник Џорџ Х. В. Буш је донео одлуку о инвазији на Панаму.
Инвазија је започета 20. децембра 1989. године, нападом на статешке војне циљеве. У инвазији је учествовало преко 24.000 америчких војника, док је на страни Панаме учествовало отприлике 12.500 војника, међутим само је око 4.000 њих било обучено за борбу.
Услед велике војне надмоћи Сједињених Америчких Држава, панамска војска је убрзо потиснута, а последња борба је вођена 25. децембра у раним јутарњим часовима.
Током инвазије на Панаму први пут је у борби коришћен авион са стелт технологијом F-117 најтхок и хеликоптер AH-64 Апач.
Американци су расписали награду од 1.000.000 долара за информацију која би довела до хапшења Норијеге, међутим убрзо је откривено да се Мануел Норијега налази у амбасади Ватикана, где је покушао да добије политички азил.
Американци су тада даноноћно испред амбасаде пустали врло гласну рок музику, да би тако извршили психолошки притисак на генерала Норијегу, који је био познати љубитељ класичне музике.
Норијега се предао Американцима 3. јануара 1990. године.
Сједињене Америчке Државе су изгубиле укупно 24 војника, док је 325 рањено.
Према неким проценама Панама је изгубила отприлике 200-300 војника, док је број цивилних жртава није мањи од 300.Према званичним извештајима Панаме, погинуло је најмање 400 грађана ове земље.
Независна комисија је проценила да број цивилних жртава у Панами достиже 4000 људи.
Недуго након инвазије, председнички кандидат Гиљермо Ендара који је учествовао на поништеним изборима, положио је председничку заклетву у америчкој војној бази, и тако постао нови председник Панаме.
Процењује се да је као последица инвазије, око 15 000 људи остало без својих домова.

## Међународне реакције на инвазију
Америчка инвазија на Панаму је наишла на жестоке реакције широм света, посебно у земљама Латинске Америке.

Генерална скупштина Организације уједињених нација, донела је одлуку којом се најоштрије осуђује напад Сједињених Америчких Држава на Панаму.
Премијерка Уједињеног Краљевствa је дала подршку Америци, док је Совјетски Савез оптужио Америку да наставља да користи политику силе.